# ال‌جی وی‌ایکس۸۷۰۰
ال‌جی وی‌ایکس۸۷۰۰ (به انگلیسی: LG VX8700)، یک نمونه از گوشی‌های تلفن همراه سری وریزون مدل‌های سی‌دی‌ام‌آ (به انگلیسی: Verizon CDMA Models (VX)) شرکت ال‌جی الکترونیکس می‌باشد که توسط همین شرکت به بازار عرضه شده‌است.